# Du glucose pour Noémie
Du glucose pour Noémie est la soixante-septième histoire et le vingt-et-unième album de la série Spirou et Fantasio de Jean-Claude Fournier. Elle est publiée pour la première fois dans Spirou du no 1682 au no 1710, puis publiée en album en 1971 avec l'histoire courte Un faux départ. Du glucose pour Noémie est la suite de l'histoire Le Champignon nippon.

## Résumé
Spirou et Fantasio réalisent à l'aéroport de Kōtyō, au Japon, que la boîte que leur a confiée Itoh Kata est vide. Ils repartent chercher un indice chez lui et un garde les informe de son départ pour l'Europe. Ils repartent, mais le garde qui est en réalité un membre du Triangle prévient l'organisation, qui s'empare de la boîte peu de temps avant leur décollage, et les criminels s'aperçoivent à leur tour qu'elle est vide. Ils en déduisent à raison que c'est Itoh Kata qui a le champignon et le capturent à son atterrissage.
Ils tentent de le faire sauter dans une locomotive mais Itoh Kata, illusionniste, a emmené le champignon avec lui, donc le Triangle annule l'explosion. Spirou et Fantasio, revenus en Europe, sauvent leur ami à cet instant et l'emmènent à Champignac où Kata rencontre le Comte. Ensemble, ils construisent Noémie, une voiture qui fonctionne grâce à l'extraordinaire énergie du champignon, alimenté par des morceaux de sucre.

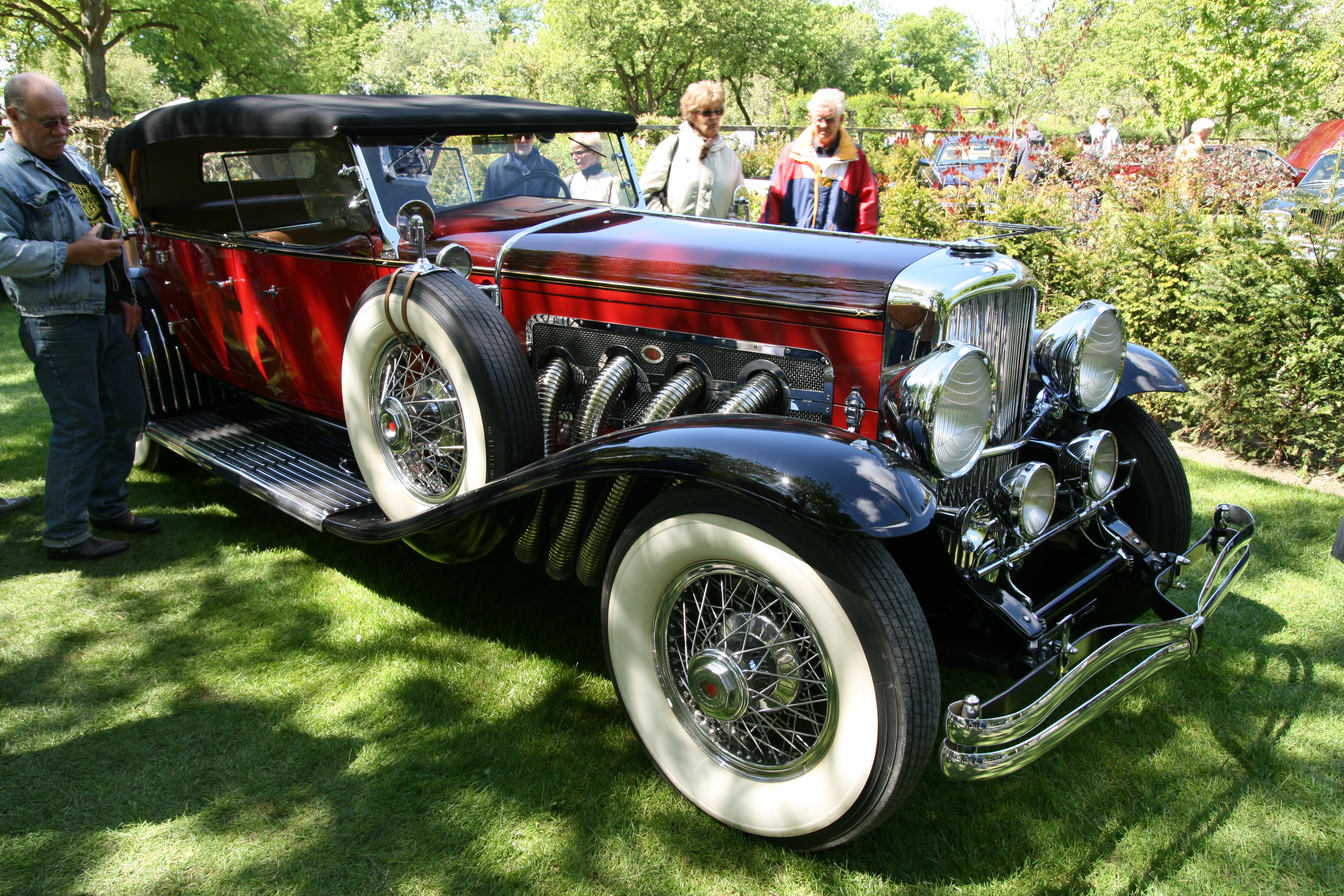
Duesenberg J modèle servant de base à Noémie

Ayant ainsi un potentiel explosif immense, Noémie et les champignons sont volés par le Triangle, mais Spirou et Fantasio réussissent à la reprendre. Au même instant, le repaire du Triangle explose, car la bombe placée plus tôt dans la locomotive se retrouve par le plus grand des hasards en dessous au moment où ils la font sauter.

## Personnages
- Spirou
- Fantasio
- Spip
- Le Comte de Champignac
- Itoh Kata
- Le Doktor Boum Boum (première apparition)
- N°2 (première apparition)

## Publication

### Revues
- Histoire publiée pour la première fois dans Spirou : du no 1682 du 9 juillet 1970 au no 1710 du 21 janvier 1971[2],[3]

### Album
- Édition originale : 60 planches, format normal. Dupuis, (DL 01/1971)[1]
- En 2010, l’histoire est intégrée au neuvième volume de l'Intégrale Spirou et Fantasio : 1969-1972. 240 planches, format normal. Dupuis, (DL 04/2009)  (ISBN 978-2-8001-4654-6)[4]